# Gnetum buchholzianum
Gnetum buchholzianum — вид голонасінних рослин класу гнетоподібних.

## Поширення, екологія
Країни проживання: Камерун; Центральноафриканська Республіка; Нігерія. Рослину можна знайти в тропічних лісах від рівня моря до 1200 м над рівнем моря, річна кількість опадів близько 3000 мм. Вид, як правило, разом з іншими альпіністами на середніх- і під-поверховому рівні дерев, часто утворює зарості. Він також може бути знайдений в областях прибережного лісу. Вид зустрічається головним чином в незайманих лісах і сьогодні зустрічається рідше, ніж G. africanum, який в основному росте на периферії незайманих лісів і у вторинних лісах. Росте на вулканічних, піщаних і навіть глинистих ґрунтах, але не в болотистій місцевості.

## Загрози та охорона
Теперішні й майбутні загрози для виду це надмірне прибирання листя через господарське використання і збільшення торгівлі. Нестійка практика промислу є загальною, наприклад, вирубки дерев, на яких G. buchholzianum лізе, щоб отримати все листя, і повне викорінення рослини, так що вона вже не в змозі відродитись. Вид був знайдений в національному парку Сзанга-Ндокі. Деякі інші національні парки і лісові заповідники знаходяться в межах ареалу виду.